# Tiffany Holmes
Tiffany Holmes, née à Baltimore en 1964, est une artiste spécialisée dans les nouveaux médias. Elle est professeur à l'École de l'Institut d'art de Chicago.

## Biographie
En 2003, elle fut l'une des premières à proposer une définition de l'art game, genre de jeu vidéo à vocation principalement artistique,.
À partir de 2005, elle développe le concept de l'eco-visualization dont le but est de combiner l'art et la technologie pour réduire la consommation d'énergie. Son essai Eco-visualization: Combining art and technology to reduce energy consumption lui a permis d'obtenir un doctorat et le prix du meilleur essai au CC2007 (6th Creative & Cognition Conference, Washington). Son travail artistique est exposé internationalement

## Expositions
- 1999 : School of Visual Arts - Digital Salon[5]
- 2001 : J. Paul Getty Museum - Installation a_maze@getty.edu[5],[6]
- 2002 : ISEA Nagoya - Installation Follow the Mouse[5]
- 2009 : Musée d'Art contemporain de Chicago[7]